# Heinrich Winter (Historiker)
Heinrich Winter (* 4. Oktober 1898 in Mainz; † 17. Januar 1964 in Bensheim) war ein deutscher Historiker und Heimatforscher.

## Werdegang und Werk
Heinrich Winter ist der Sohn des Eisenbahnsekretärs Heinrich Winter und dessen Ehefrau Katharina, geb. Fink, sein jüngerer Bruder war der spätere Bildhauer Adam Winter (1903–1978). Aufgrund einer Versetzung des Vaters nach Darmstadt zog die Familie 1901 nach Darmstadt-Bessungen. Dort besuchte Heinrich Winter das Ludwig-Georgs-Gymnasium. Als Kriegsfreiwilliger diente er von Januar 1917 bis November 1918 an der Westfront. Als Infanterist lag er vor Verdun. Im Juni 1917 erhielt er das Eiserne Kreuz. Während eines Fronturlaubs machte er kurz vor Kriegsende sein Abitur.
Nach dem Krieg studierte er an der TH Darmstadt zunächst das Fach Wasserbau, schloss aber am 3. Oktober 1922 das Studium mit dem Bauingenieur-Examen ab.
Seine erste heimatgeschichtliche Veröffentlichung erschien 1927. Es ist eine bau- und kunstgeschichtliche Arbeit über Gernsheim und Maria Einsiedel. Die Arbeiten zu Marie Einsiedel begann er 1924. Danach folgten Aufsätze über Heppenheim. Diese Stadt war auch das Thema seiner Dissertation. Am 4. Juli 1934 wurde er über das Thema Heppenheim a.d.B. Die allmähliche Erweiterung der Innstadt Heppenheim. Beschreibung und Baugeschichte des Kurmainzer Amtshof bei Heinrich Walbe promoviert. Walbe hatten großen Einfluss auf das spätere Werk Winters.
Danach widmete sich Winter vermehrt der volkskundlichen Kunst- und Brauchtumsforschung. Er unternahm zahlreiche Studien- und Forschungsreisen und führte Befragungen über das Jahresbrauchtum im Odenwald, an der Bergstraße und im Hessischen Ried an 49 Orten durch. 1941 nahm er volkskundliche Befragungen in Umsiedellagern von Dobrudschadeutschen durch, die später in mehreren Jahrbüchern dieser Volksgruppe erschienen. In den Jahren 1943 bis 1945 führte er an 250 Orten in der Region Starkenburg Befragungen der Dorfältesten durch.
Nach seinem Studium arbeitete Winter zunächst als Dozent am Rheinischen Technikum in Bingen. Danach war er Gewerbestudienrat in Gernsheim, Offenbach am Main, Heppenheim und Bensheim. Nach dem Zweiten Weltkrieg war Winter Dozent für Baugeschichte an der Staatsbauschule Darmstadt, der heutigen Hochschule Darmstadt. Im Oktober 1959 wurde er zum Oberbaurat ernannt. Zu Beginn des Wintersemesters 1963/64 wurde er in den Ruhestand versetzt.
Die letzten Lebensjahre widmete er seine Arbeit Bauern- und Bürgerhäusern des französischen Fachwerkbaus. Durch seinen plötzlichen Tod konnte er dieses Werk nicht mehr vollenden. Er starb im Ortsteil Auerbach der Stadt Bensheim.
Winter gilt als bedeutendster Heimatforscher Heppenheims. Sein Nachlass umfasst über 200 Ordner Forschungsmaterial, etwa 60 000 Fotos und 15 000 Diapositive. Seine Bibliographie erfasst 655 Werke. Am 17. Januar 1964 erlag Winter einem Herzleiden. Sein Grab befindet sich auf dem Darmstädter Waldfriedhof (Grabnummer: L 12a 52). Nach dem Tod seiner Frau Ottilie wurde sein Nachlass dem Hessischen Staatsarchiv Darmstadt übergeben, wo er heute noch aufbewahrt wird.

## Familie
Am 23. Juni 1923 heiratete Winter in Bingen Gertrud Müller. Aus dieser Ehe gingen vier Kinder hervor: Hildegard (* 1924), Heinz (1925–1944), Klemens (1926–1967) und Maria (* 1928). Am 10. Juli 1947 verstarb seine erste Frau. Im Jahr darauf heiratete er am 9. Oktober Ottilie Kirsch († 21. November 1989) aus Mainz.

## Ehrungen
In Bensheim, Heppenheim und Gernsheim ist je eine Straße nach Heinrich Winter benannt. In Heppenheim seit 1965 die Dr.-Heinrich-Winter-Straße, in Bensheim der Heinrich-Winter-Weg und in Gernsheim die Dr.-Heinrich-Winter-Straße. Anlässlich der 1200-Jahr-Feier Heppenheims im Jahr 1955 erhielt Winter vom Magistrat der Stadt einen goldenen Ring für die Verdienste um die Stadt. Der Ring trägt die Inschrift: „Dem Wahrer alten Kulturgutes – die dankbare Stadt Heppenheim“.
Im Heppenheimer Rathaus steht eine Büste von Heinrich Winter, die an seinem 25. Todestag enthüllt wurde.

## Veröffentlichungen (Auswahl)
- Das schöne Heppenheim – seine Baudenkmäler und seine Geschichte. 3. Auflage, Baumeister & Hilkert, 1969, 134 S.
- Das Bauernhaus des südlichen Odenwaldes vor dem 30jährigen Krieg. Burkhardt-Verlag Ernst Heyer, Essen, 1957, 149 S.
- Heimatliches Erbe. Band 1, Verlag Buchdruckerei Otto KG in Heppenheim, 200 S.
- Straßenbeleuchtung im alten Heppenheim. In: Die Starkenburg. Band 37, 1960
- Turmhügel, Burgstadel, Weierhäuser und Taubenhäuser. In: Die Starkenburg. 1957
- 1200 Jahre Heppenheim. Im Gedenken an die erste urkundliche Erwähnung Heppenheims am 17. Juli 755. Magistrat der Kreisstadt Heppenheim (Hrsg.)
- Heppenheim an der Bergstraße. Ein Spiegel der Jahrhunderte. In: Der Odenwald. Band 2, 1955, S. 71–74.